# Madiu Bari
Madiu Bari Mendes (* 9. März 1998 in Bissau, Guinea-Bissau) ist ein momentan vereinsloser portugiesischer Fußballspieler.

## Karriere

### Verein
Bari begann seine Karriere 2008 im Nachwuchs von Benfica Lissabon. Zur Saison 2013/14 wechselte er in die Jugend des FC Porto und kam dort auch in der UEFA Youth League zum Einsatz. Drei Jahre später ging er weiter nach Italien zur U-19 des Lazio Rom, wo er fortan in der Campionato Primavera spielte. Im September 2019 wurde Bari nach Österreich an den Zweitligisten FC Dornbirn 1913 verliehen. Sein Debüt in der 2. Liga gab er im selben Monat, als er am achten Spieltag der Saison 2019/20 gegen den Floridsdorfer AC in der 84. Minute für Felix Gurschler eingewechselt wurde. Bis zum Ende der Leihe kam er zu 13 Ligaeinsätzen für die Vorarlberger.
Im Februar 2021 wechselte er fest zur Reserve des Rio Ave FC nach Portugal. Ab dem November 2021 war er unterklassig in Italien sowie Griechenland aktiv, zur Spielzeit 2024/25 wechselte Bari zum luxemburgischen Erstligisten CS Fola Esch. Dort schoss er in 16 Ligaspielen drei Treffer und verließ den Verein nach dem Abstieg wieder.

### Nationalmannschaft
2013 absolvierte Bari insgesamt sieben Testspiele für diverse portugiesische Jugendnationalmannschaften und erzielte dabei einen Treffer.